# Eisenbahnunfall von Ibadan (1957)
Bei dem Eisenbahnunfall von Ibadan am 29. September 1957 entgleiste ein Zug 30 km nördlich von Ibadan, Nigeria. 66 Menschen starben.

## Ausgangslage
Die Eisenbahnstrecke verlief an der späteren Unfallstelle auf einem Bahndamm. Damit das Wasser dort abfließen konnte, führte ein Durchlass durch den Damm. Es regnete stark. Auf der Strecke war ein Personenzug von Lagos nach Kano unterwegs. Er führte 16 Wagen.

## Unfallhergang
Durch den starken Regen führte das abfließende Wasser auch Treibgut mit, das den Durchfluss verstopfte. Das Wasser staute sich am Bahndamm und begann ihn aufzuweichen, wodurch die Gleislage instabil wurde. Als der Zug die Stelle befuhr, verrutschte das Gleis und sieben Wagen des Zuges entgleisten. Später führte das Gewicht des am Bahndamm gestauten Wassers sogar zu dessen Bruch.

## Folgen
66 Menschen starben, 122 wurden darüber hinaus verletzt.